# Demoware
Demoware (también conocido como trialware) es un tipo de software que permite su uso sin ninguna restricción por un período limitado de tiempo, número de usos o solo permitiendo la progresión hasta un cierto punto (por ejemplo, en videojuegos, véase Demo de videojuego). Pasado el período de prueba, se deshabilitan ciertas funciones o todas ellas, a menos que el usuario compre una versión completa.
Es un tipo de licencia de software como el freeware, shareware, etc.
WinRAR es un ejemplo notable de un demoware ilimitado, es decir, un programa que conserva su funcionalidad completa incluso después de que haya finalizado el período de prueba.